# Dekanat domodiedowski
Dekanat domodiedowski – jeden z 48 dekanatów eparchii moskiewskiej obwodowej Rosyjskiego Kościoła Prawosławnego. Obejmuje cerkwie położone w części rejonu domodiedowskiego obwodu moskiewskiego. Funkcjonuje w nim dwanaście cerkwi parafialnych miejskich, trzydzieści cerkwi parafialnych wiejskich, jedenaście cerkwi filialnych, cerkiew domowa, dwie cerkwie-baptysteria i dziewięć kaplic.
Funkcję dziekana pełni protojerej Władisław Gusar.

## Cerkwie w dekanacie[1]
- Cerkiew Odnowienia Świątyni Zmartwychwstania Pańskiego w Jerozolimie w Bitjagowie
- Cerkiew Opieki Matki Bożej w Bunjakowie

Cerkiew Ikony Matki Bożej „Krzew Gorejący” w Bunjakowie
- Cerkiew Przemienienia Pańskiego w Wieljaminowie
- Cerkiew Świętego Ducha w Gołubinie
- Cerkiew św. Jana Chrzciciela w Daniłowie

Cerkiew domowa św. Jerzego w Daniłowie
- Cerkiew Ikony Matki Bożej „Pocieszycielka” w Dobrynisze
- Cerkiew św. Jerzego w Domodiedowie

Kaplica św. Michała Archanioła w Domodiedowie
Kaplica św. Mikołaja w Domodiedowie
- Cerkiew Świętych Piotra i Fiebronii w Domodiedowie
- Cerkiew Świętych Borysa i Gleba w Domodiedowie
- Cerkiew Narodzenia Pańskiego w Domodiedowie
- Cerkiew Nowomęczenników i Wyznawców Domodiedowskich w Domodiedowie
- Cerkiew św. Jana Kronsztadzkiego w Domodiedowie
- Cerkiew Świętych Kosmy i Damiana w Domodiedowie
- Cerkiew Tichwińskiej Ikony Matki Bożej w Domodiedowie
- Cerkiew św. Mikołaja w Domodiedowie
- Cerkiew św. Jana Chrzciciela w Domodiedowie
- Cerkiew św. Dymitra Sołuńskiego w Domodiedowie
- Sobór Wszystkich Świętych Ziemi Ruskiej w Domodiedowie

Cerkiew Narodzenia Pańskiego w Domodiedowie
Cerkiew Świętych Piotra i Fiebronii w Domodiedowie
Cerkiew-baptysterium św. Serafina z Sarowa w Domodiedowie
- Cerkiew św. Eliasza w Iljinskim

Kaplica św. Jerzego w Iljinskim
- Cerkiew Ikony Matki Bożej „Wszystkich Strapionych Radość” w Istomisze

Cerkiew św. Warusa w Istomiszy
Kaplica Kazańskiej Ikony Matki Bożej w Istomiszy
- Cerkiew św. Sergiusza z Radoneża w Kiszkinie
- Cerkiew Odnowienia Świątyni Zmartwychwstania Pańskiego w Jerozolimie w Kołyczewie

Cerkiew świętego Ducha w Kołyczewie
- Cerkiew Smoleńskiej Ikony Matki Bożej w Konstantinowie
- Cerkiew Kazańskiej Ikony Matki Bożej w Krasnym Puti
- Cerkiew Narodzenia Matki Bożej w Kuzowlewie
- Cerkiew Ikony Matki Bożej „Znak” w Kuz'minskim
- Cerkiew Ikony Matki Bożej „Znak” w Łobanowie
- Cerkiew św. Mikołaja w Lamcynie

Cerkiew Narodzenia Pańskiego w Lamcynie
Cerkiew św. Aleksandra Newskiego w Lamcynie
Kaplica Spotkania Pańskiego w Lamcynie
- Cerkiew św. Michała Archanioła w Michajłowskim

Cerkiew Trzech Świętych Hierarchów w Michajłowskim
- Cerkiew św. Nikity w Nikickim

Cerkiew św. Marii Egipcjanki w Nikickim
Cerkiew św. Mikołaja w Nikickim
- Cerkiew św. Mikołaja w Nowlanskim
- Cerkiew Ikony Matki Bożej „Ukój Mój Smutek” w Odincowie
- Cerkiew Świętych Piotra i Pawła w Pawłowskim
- Cerkiew Iwerskiej Ikony Matki Bożej w Rastunowie
- Cerkiew Ikony Matki Bożej „Nieoczekiwana Radość” w Sanatorium „Podmoskowje”
- Cerkiew Podwyższenia Krzyża Pańskiego w Sokolnikowie
- Cerkiew Zaśnięcia Matki Bożej w Uspienskim

Cerkiew św. Pantelejmona w Uspienskim
- Cerkiew Ikony Matki Bożej „Szybko Spełniająca Prośby” w Czurilkowie
- Cerkiew Narodzenia Pańskiego w Szczeglatiewie

Kaplica św. Jana Rycerza w Szczeglatiewie
- Cerkiew Podwyższenia Krzyża Pańskiego w Jusupowie
- Cerkiew Świętych Flora i Laura w Jamie

Cerkiew-baptysterium Soboru św. Jana Chrzciciela w Jamie
Kaplica św. Dymitra Dońskiego w Jamie
Kaplica św. Teodora Sanaksarskiego w Jamie
Kaplica św. Mikołaja w Jamie
- Cerkiew św. Andrzeja w Jamie